# Johann Traugott Mutschink

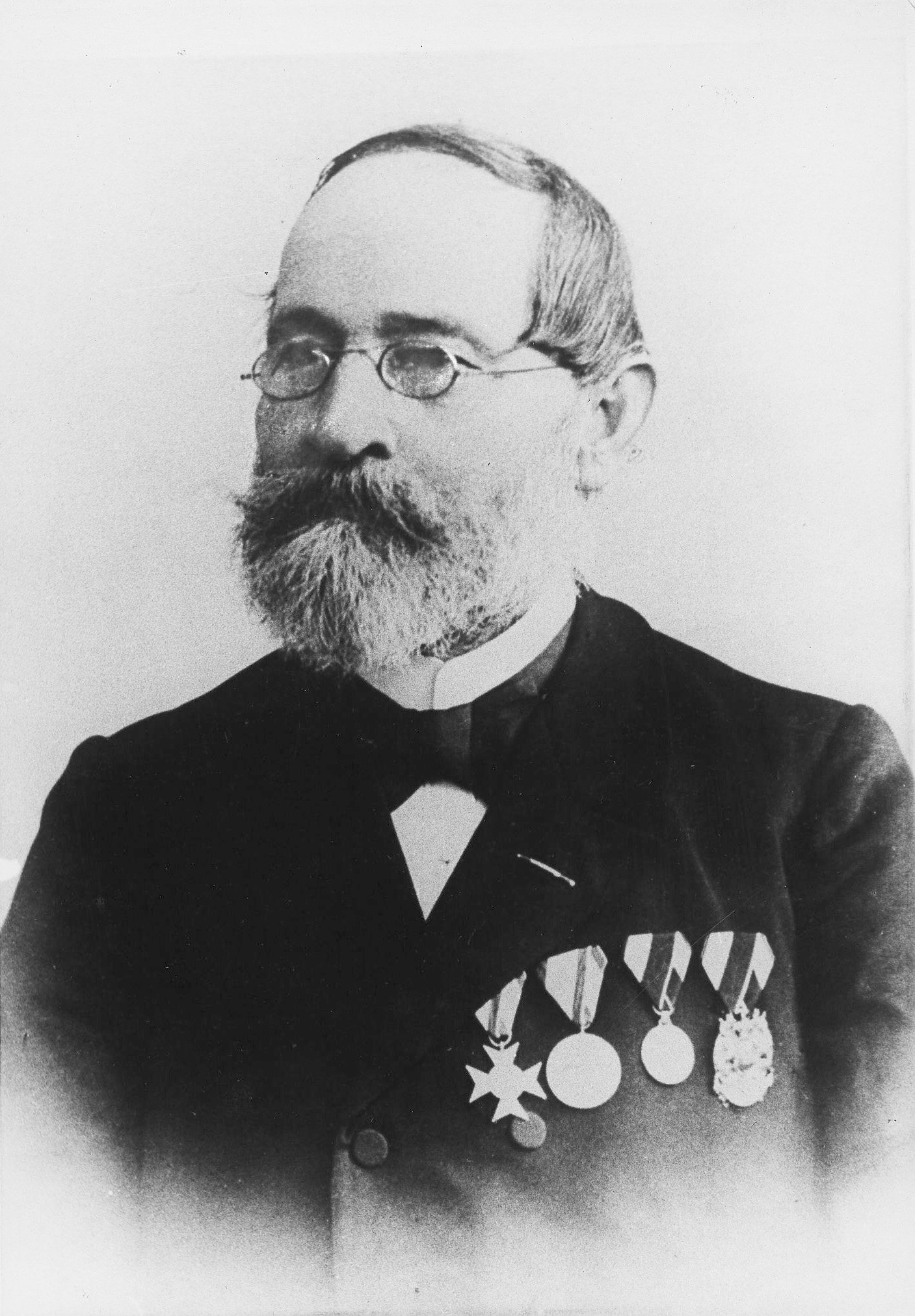
Johann Traugott Mutschink

Johann Traugott Mutschink  (obersorbisch Jan Bohuwěr Mučink; * 12. September 1821 in Nechen; † 24. Januar 1904 in Demitz) war ein sorbischer Volksschriftsteller, Lehrer und Heimatforscher. Er gehörte in der Mitte des 19. Jahrhunderts zu den Begründern der weltlichen sorbischen Kunstprosa und gebrauchte das Pseudonym „Horisław“.

## Leben
Johann Traugott Mutschink wurde im damals noch überwiegend sorbischen Dorf Nechen als Sohn des Häuslers und Chausseearbeiters Johann Mutschink und seiner Frau Agnes, geborene Eiselt, geboren. Mit Unterstützung der sächsischen Regierung konnte der aus armen Verhältnissen kommende Mutschink eine Ausbildung am Landständischen Lehrerseminar in Bautzen aufnehmen, wo er gemeinsam u. a. mit Korla Awgust Kocor und Michael Rostock studierte. Nach deren Abschluss erhielt er ab 1842 zunächst Anstellungen als Hilfslehrer in Klix, Baruth, Bolbritz und Neschwitz. 1845 wurde Mutschink zum Lehrer in der neuen Schule in Demitz berufen. Nach 45-jähriger Tätigkeit als Lehrer in Demitz wurde er 1890 pensioniert.

## Wirken
1843 ergriff Mutschink erstmals in der Presse in einem politischen Aufsatz Partei für die sorbische Nationalbewegung, der seitens deutscher Liberalisten panslawistische Bestrebungen zugunsten Russlands unterstellt worden war, und stellte die Erweckung der sorbischen Kultur als Ziel der Bewegung dar. 1847 gehörte er zu den Gründungsmitgliedern der Maćica Serbska. In den Revolutionsjahren 1848 und 1849 wirkte er als Schriftführer der Bauernvereine in Nedaschütz und Stacha. Mit seiner 1849 veröffentlichten Flugschrift „Die Leute von Ribowc oder eine politische Erzählung aus der Gegenwart“ („Ribowčenjo abo politiske powědančko z nětčišich časow“) über die Einwohner eines idealisierten sorbischen Dorfes geriet Mutschink wegen „starker demokratischer Tendenz“ in das Visier der sächsischen Behörden. 1850 erschien seine Erzählung „Die Burg auf der Görlitzer Landeskrone“ („Hród na Zhorjelskej horje Landskrónje“). Auch diese wurde von der Obrigkeit gerügt und Mutschink zur Wahrung der für den Lehrerdienst obligaten Loyalität und politischen Neutralität aufgefordert.
Nachfolgend veröffentlichte Mutschink im „Sächsischen Erzähler“, „Gebirgsfreund“ und anderen deutschen Zeitschriften Erzählungen, Gedichte, Reisebeschreibungen und Aufsätze, die vor allem Naturereignisse, die Landwirtschaft, den Gartenbau und die Bienenzucht zum Thema hatten. Daneben veröffentlichte er Beiträge zur Geschichte des sorbischen Volkes und stellte sorbische Persönlichkeiten vor. 1856 gründete sich in Demitz auf Mutschinks Initiative ein Imkerverein. 1879 schied er aus der Maćica Serbska aus.
In Demitz-Thumitz ist eine Straße nach Mutschink benannt.